# Kim Yong-nam
Kim Yong-nam (sinh ngày 4 tháng 2 năm 1928) nguyên là Ủy viên trưởng Ủy ban Thường vụ Hội đồng Nhân dân Tối cao của Cộng hòa Dân chủ Nhân dân Triều Tiên, một chức vụ được hình thành từ năm 1998. Ông được chọn làm một thành viên của Ban Thường vụ Bộ chính trị Ủy ban Trung ương Đảng Lao động Triều Tiên vào năm 2010.
Kim Yong-nam sinh ra ở Trung khu vực (quận Trung), Heijo (nay là Bình Nhưỡng), vào ngày 4 tháng 2 năm 1928. Ông có em trai là Kim Ki-nam, ủy viên Bộ Chính trị, bí thư Trung ương đảng Lao động Triều Tiên, phụ trách công tác tuyên truyền và đối ngoại của đảng. Sau khi có bằng đại học, ông lần lượt làm cán bộ giảng dạy của Trường Đảng Trung ương, phó ban của Trung ương Đảng Lao động Triều Tiên, thứ trưởng Bộ Ngoại giao, và là phó trưởng ban thứ nhất, trưởng ban và bí thư của Trung ương Đảng Lao động Triều Tiên, phó thủ tướng của hội đồng chính phủ (nội các, chính vụ viện từ 1972-1998) kiêm Bộ trưởng Ngoại giao.
Với vai trò Ủy viên trưởng Ủy ban Thường vụ Hội đồng Nhân dân Tối cao, ông được coi là nguyên thủ quốc gia trên thực tế tại Cộng hòa Dân chủ Nhân dân Triều Tiên. Mặc dù trên bình diện pháp lý, ông không nắm vai trò này (do không tồn tại chức vụ này), ông tiếp nhận quốc thư của các đại sứ, chỉ đạo quan hệ ngoại giao và ký kết các hiệp ước. Ông đã giữ chức vụ này từ ngày 5 tháng 9 năm 1998, và trước đó ông từng là bộ trưởng ngoại giao trong giai đoạn từ 1983 đến 1998. Kim Yong-nam đại diện cho Cộng hòa Dân chủ Nhân dân Triều Tiên trong tất cả các chuyến thăm cấp nhà nước và đón tiếp chuyến thăm của nguyên thủ quốc gia nước ngoài; trên lý thuyết, Ủy viên trưởng Ủy ban Thường vụ Hội đồng Nhân dân Tối cao cùng Thủ tướng Choe Yong-rim, và Chủ tịch Ủy ban Quốc phòng Triều Tiên tạo thành ba bên quyền lực, mỗi chức vụ có quyền hạn ngang nhau và kiểm soát quan hệ ngoại giao, chính phủ và quốc phòng. Trên thực tế, Kim Chính Nhật là người nắm giữa quyền lực cao nhất cho đến khi ông qua đời năm 2011, và chức vụ Ủy viên trưởng Ủy ban Thường vụ được coi là một vị trí thấp hơn.

## Hoạt động ngoại giao
Kim Yong-nam đã thực hiện một chuyến thăm kéo dài hai tuần đến Mông Cổ, Algérie, Ai Cập, Ethiopia, và Singapore từ ngày 20 tháng 7 năm 2007. Ngày 18 tháng 3 năm 2008, ông từng thực hiện chuyến thăm thân thiện đến bốn quốc gia châu Phi. Đến Namibia vào ngày 20 tháng 3, ông đã có mặt trong lễ khánh thành phủ Tổng thống mới do Cộng hòa Dân chủ Nhân dân Triều Tiên xây dựng. Ông cũng đã có cuộc hội đàm với Tổng thống Namibia Hifikepunye Pohamba và ký kết một thỏa thuận về hợp tác y tế công cộng với tổng thống nước chủ nhà. Sau đó ông đến Angola, tại đây ông đã gặp tổng thống Jose Eduardo Dos Santos vào ngày 24 tháng 3, đến Cộng hòa Dân chủ Congo và gặp tổng thống Joseph Kabila vào ngày 26 tháng 3 và cuối cùng là Uganda với cuộc tiếp xúc với tổng thống Yoweri Museveni vào ngày 29 tháng 3. Ông trở về Cộng hòa Dân chủ Nhân dân Triều Tiên vào ngày 1 tháng 4.
Ông cũng từng tham dự lễ khai mạc Olympic Bắc Kinh 2008 ngày 8 tháng 8 năm 2008. Ngày 14 tháng 7 năm 2009 Kim Yong-nam đã gặp Chủ tịch nước Việt Nam Nguyễn Minh Triết bên lề hội nghị lần thứ 15 của Phong trào không liên kết tại Ai Cập.